# 개빈 슈밋
개빈 찰스 슈밋(영어: Gavin Charles Schmitt, 1986년 1월 27일~)은 캐나다의 은퇴한 배구 선수로 포지션은 라이트이다. 그리스, 프랑스, 대한민국, 러시아, 터키, 브라질, 폴란드, 일본에서 프로 선수 생활을 하였으며 프랑스의 파리 볼리를 끝으로 선수 생활을 끝으로 은퇴하였다. V-리그의 대전 삼성화재 블루팡스와 수원 한국전력 빅스톰에서 뛰었으며, 활동 당시 등록명은 가빈이다.
캐나다 대표팀의 일원으로도 활동하여 올림픽에 1회 출전했고, 팬아메리칸 게임에서 동메달을 1개 획득했다.

## 학력
- 레드디어 칼리지 학사

## 수상 경력
- 내셔널 챔피언십 올스타상,캐나다 전국선수권대회 금메달
- 2009~10 NH농협 V리그 올스타전 MVP,챔피언결정전 MVP
- 2009~10 NH농협 V리그 최초 단일시즌 1000득점 달성(1110점)
- 2009~10 NH농협 V리그 득점상(1110점),공격상(55.55%),서브상(44번),백어택상,남자부 MVP
- 2010~11 NH 농협 V리그 남자부 득점상,올스타전 MVP,챔피언결정전 MVP
- 2011~12 MH농협 V리그 남자부 득점상(3시즌연속 정규시즌),공격상,정규리그 MVP,챔피언결정전 MVP